# Elena Serova
Elena Olegovna Serova (in russo Елена Олеговна Серова?; Ussurijsk, 22 aprile 1976) è una cosmonauta e politica russa.
Ha partecipato ad una missione di lunga durata sulla ISS (Expedition 41/42).

## Formazione
Ha conseguito due lauree, una a marzo 2001 come ingegnere al Moscow Aviation Institute (MAI) e l'altra nel 2003 in economia all'Moscow State University of Instrument Engineering and Computer Science. Da marzo a dicembre 1998, mentre studiava al MAI, ha lavorato come tecnico presso l'Istituto di ricerca delle basse temperature del MAI. Dopo aver conseguito la laurea ha iniziato a lavorare nell'azienda RKK Ėnergija prima come ingegnere, e poi dal 2004 come ingegnere di seconda categoria nel Centro di controllo missione a Mosca (MCC-M).

## Carriera di cosmonauta
L'11 ottobre 2006 è stata selezionata come candidata cosmonauta del Gruppo 16 di RKK Ėnergija, iniziando l'addestramento generale dello spazio al GCTC a febbraio 2007. Il 2 giugno 2009 ha completato l'addestramento superando gli esami finali e ricevendo la qualifica di cosmonauta collaudatore di RKKE il 9 giugno. Nel luglio 2010 ha preso parte all'addestramento di sopravvivenza nel deserto con Oleg Novickij e Sergej Ryžikov. A seguito della decisione di Roscosmos di unificare i Corpi dei cosmonauti russi, a gennaio 2011 venne assunta come cosmonauta del Corpo cosmonauti di Roscosmos. Il 23 settembre 2016 si è ritirata dal Corpo cosmonauti dopo essere stata eletta alla Duma di Stato. Al momento del suo ritiro era un'istruttrice cosmonauta di 3ª classe.

### Expedition 41/42

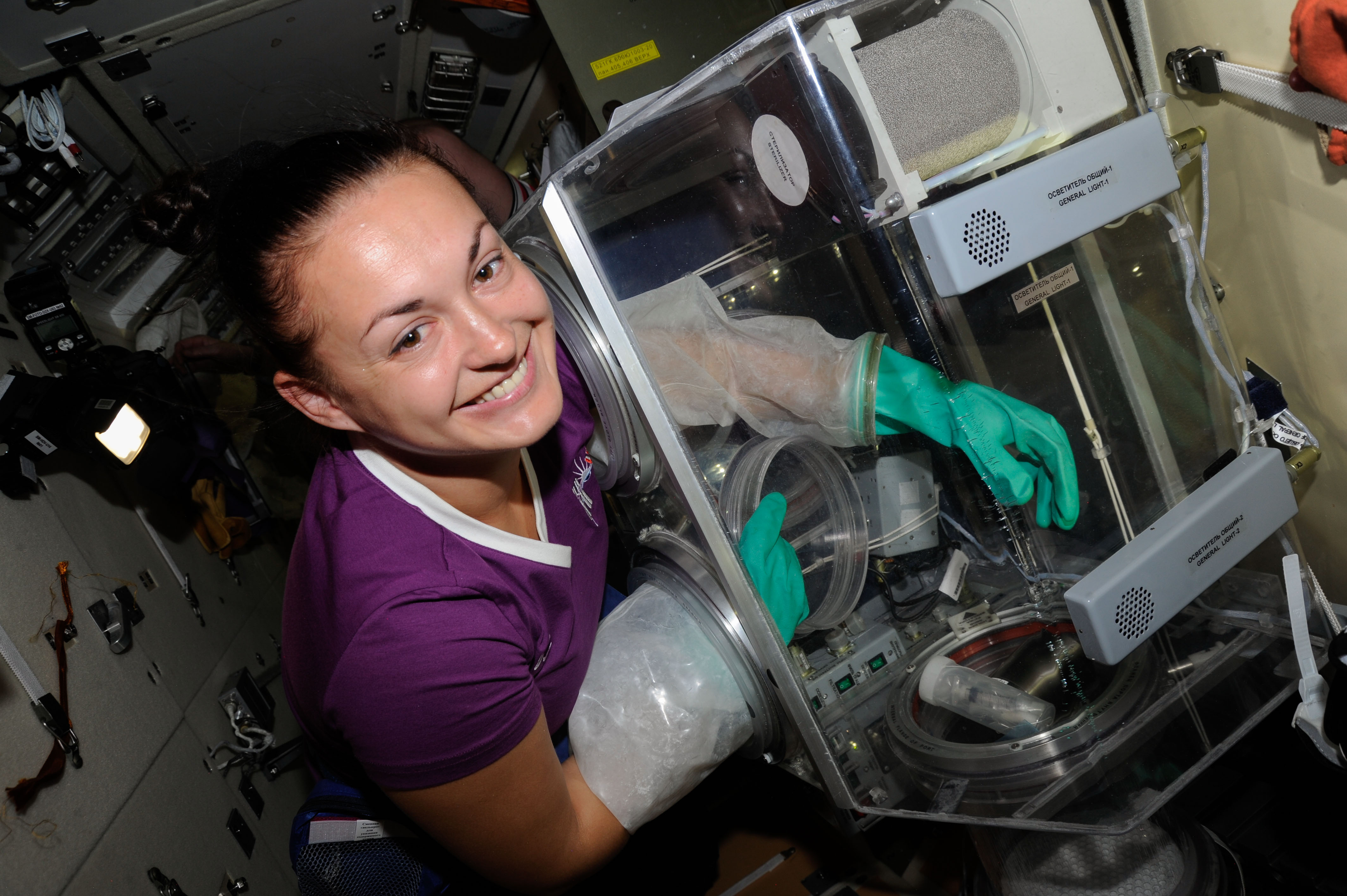
Elena Serova conduce un esperimento scientifico di coltivazione cellulare a bordo della ISS

Il 15 dicembre 2011 è stata assegnata come ingegnere di volo1 della Sojuz TMA-14M verso la ISS per le Expedition 41/42 con partenza prevista per settembre 2014 insieme al comandante Aleksandr Samokutjaev e dall'ingegnere di volo2 Barry Wilmore. In vista della missione, nel gennaio 2013 l'equipaggio ha partecipato ad un addestramento di sopravvivenza invernale di 48 ore nei boschi intorno alla città di Mosca per esercitarsi sulle procedure da seguire in caso di atterraggio d'emergenza invernale. 
Il 25 settembre 2014 è partita per la sua prima e unica missione di lunga durata a bordo della ISS dal Cosmodromo di Bajkonur. Utilizzando il profilo di volo breve, cinque ore e quarantasei minuti dopo il lancio a bordo della sua Sojuz si è attraccata al modulo Poisk, nonostante uno dei due pannelli solari della Sojuz non si fosse aperto correttamente. Il colpo ricevuto durante l'attracco alla ISS ha sbloccato il pannello permettendogli di aprirsi senza ulteriori problemi. Durante la sua permanenza in orbita ha svolto ricerca scientifica, manutenzione del segmento russo e aiutato nelle procedure di un'EVA. Inoltre si trovava a bordo della Stazione quando il 14 gennaio 2015 il Centro di controllo missione di Houston ha rilevato una possibile perdita di ammoniaca che poi si è rivelata un falso allarme. Il 12 marzo 2015 è tornata sulla Terra dopo 167 giorni di missione, atterrando 145 chilometri a sud-est della città di Zhezkazgan in Kazakistan. 

## Carriera politica
Nel maggio 2016 ha preso parte alle primarie del partito della Russia Unita ed è stata nominata nella circoscrizione elettorale Nº119 (collegio elettorale a mandato unico di Kolomna), ottenendo il 1º posto con l'82,2% dei voti. Il 18 settembre 2016 è stata eletta alla Duma di Stato della VII convocazione. Da ottobre 2016 è Vice Presidente del Comitato della Duma di Stato per l'ecologia e la protezione ambientale.

## Vita privata
È sposata con l'ex cosmonauta Mark Serov con cui ha avuto una figlia (2003). Il suo cognome da nubile era Kuznecova. Nel 1993 si è diplomata alla scuola superiore Nº99 del Gruppo di forze sovietiche a Großenhain, in Germania.